# Rippig
Rippig (Luxemburgs: Rippeg) is een plaats in de gemeente Bech en het kanton Echternach in Luxemburg.

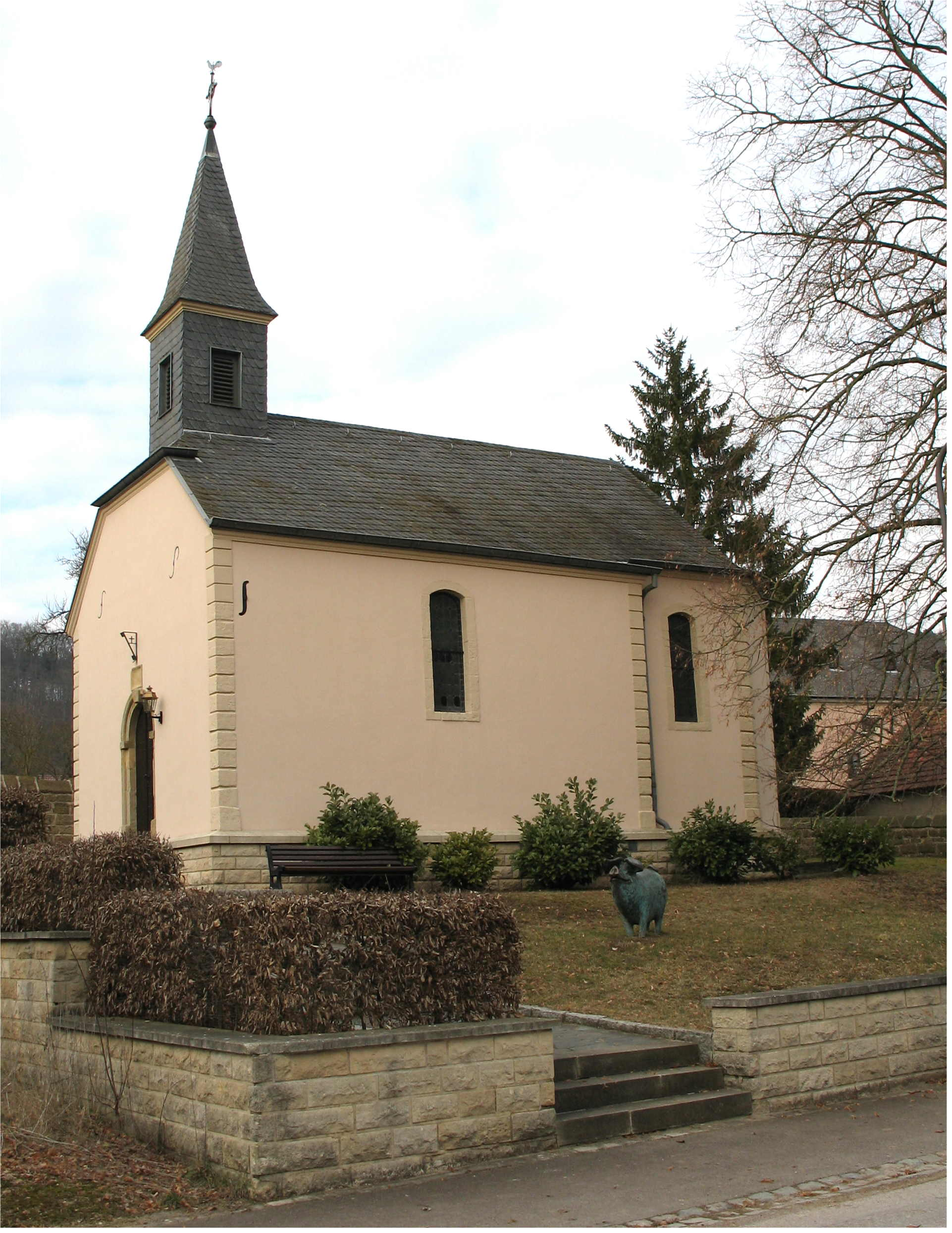
Kapel

Rippig telt 109 inwoners (2001).